# Cena Rudolfa Medka
Cena Rudolfa Medka je ocenění pro badatele zabývající se českoruskými vztahy.

## Historie
Cenu Rudolfa Medka zřídily a od roku 2008 udělovaly Nadační fond angažovaných nestraníků a Slovanská knihovna. Po ukončení činnosti Nadačního fondu angažovaných nestraníků se od roku 2015 partnerem Slovanské knihovny pro udílení ceny stal spolek Ruská tradice. Klade si za cíl ocenit badatele, spisovatele, nakladatele, filmové tvůrce, novináře a další odborníky z oblasti vědy a kultury zabývající se česko-ruskými (československo-sovětskými) vztahy ve 20. století, výzkumem vývojových tendencí a klíčových okamžiků východoevropských a středoevropských zemí v daném období a podporou a rozvojem demokracie.
Cena nese ve svém názvu jméno českého básníka, prozaika, dramatika, vojáka, čelného představitele prvního československého odboje Rudolfa Medka (1890–1940). Od roku 1916 působil Medek v československých legiích v Rusku, odkud čerpal náměty části svého básnického díla (Zborov, Lví srdce), pětidílného románového cyklu Anabase (Ohnivý drak, Veliké dny, Ostrov v bouři, Mohutný sen, Anabase) i divadelní hry Plukovník Švec. V letech 1920–1939 byl ředitelem Památníku odboje, později přejmenovaného na Památník národního osvobození. Cena Rudolfa Medka byla zřízena pod osobní záštitou Medkova syna Ivana Medka.

## Badatelská témata
Mezi hlavní badatelská témata, na něž se nominace na ocenění vztahuje, patří:
- první československý zahraniční odboj a činnost československých legií na Rusi
- československá vystěhovalecká družstva v Sovětském svazu
- ruská protibolševická meziválečná emigrace
- protinacistický odboj
- moderní dějiny Podkarpatské Rusi
- perzekuce občanů bývalého Československa v Sovětském svazu
- vývoj vztahů v období let 1945–1948, 1948–1968 a následné sovětské okupace
- fenomén pražského jara
- vzájemné vztahy v devadesátých letech 20. století
- podpora demokracie a rozvoje demokratického zřízení v regionu střední a východní Evropy

## Ceremoniály a nositelé ceny
- 2008 – Vladimír Bystrov[1][2]
- 2009 – Jaromír Štětina, Václav Konzal, Luboš Dobrovský[3]
- 2010 – Karel Hvížďala, Petr Fischer, stipendium poskytnuto mezinárodní revui "Rossica"[4][5]
- 2011 – Václav Veber, badatelské stipendium poskytnuto Martinu Ryšavému[6][7]
- 2012 – Libor Dvořák, Milan Dvořák[8][9]
- 2014 – Paul Robert Magocsi, Anastasia Kopřivová[10]
- 2015 – Marta Dandová, Raisa Machatková[11]
- 2016 – Edmund Orián, Václav Daněk[12]
- 2017 – Mečislav Borák (in memoriam), Martin C. Putna[13]
- 2018 – Jaroslav Vaculík, Petr Kolář [14]
- 2019 - Tomáš Vlach, Marta Nováková [15]
- 2020 - Jiří Charfreitag, Milan Mojžíš [16]
- 2021 - František Hýbl, Jiří Havelka [17]
- 2022 - Jan Adamec, Alexej Kelin [18]
- 2023 - Jakub Šedivý, Čechoslováci v Gulagu[19]
- 2024 - Vratislav Doubek[20]